# Mina Taléen
Susanna Christina Wilhelmina (Mina) Taléen (Talén), född 16 augusti 1829 i Skönberga församling i Östergötland, död 4 juni 1919 i Göteborg, var en svensk skulptör och konstpedagog.
Hon var dotter till kronolänsmannen Johan Eric Taléen och Charlotta Christina Loenbom. Taléen arbetade som lärare i träskärning och modellering vid Slöjdföreningens skola i Göteborg under 1870- och 1880-talen. Taléen är representerad vid Göteborgs historiska museum med ett porträtt av Peter Wieselgren.  